# Torrevecchia Teatina
Torrevecchia Teatina é uma comuna italiana da região dos Abruzos, província de Chieti, com cerca de 3.746 habitantes. Estende-se por uma área de 14 km², tendo uma densidade populacional de 268 hab/km². Faz fronteira com Chieti, Francavilla al Mare, Ripa Teatina, San Giovanni Teatino.

## Demografia
| Variação demográfica do município entre 1861 e 2011                               |
|                                                                                   |
| Fonte: Istituto Nazionale di Statistica (ISTAT) - Elaboração gráfica da Wikipedia |